# Torona
Die Sprache Toronaskiot ist eine etwa 2011 ausgestorbene kordofanische Sprache, die einst im Sudan gesprochen wurde.
Die Sprecher sind zumeist dazu übergegangen, die Sprache Arabisch als Muttersprache zu übernehmen. Einige können auch noch das Tira als Zweitsprache. Torona zählt zur Sprachgruppe der Talodi-Heiban-Sprachen innerhalb der Niger-Kongo-Sprachfamilie.
Sie gilt als Opfer der restriktiven Islamisierungspolitik der sudanesischen Zentralregierung, die nur die englische Sprache, die arabische Sprache und somit auch nur den Islam als Unterrichtsfächer zulässt.